# School Food Punishment
School Food Punishment (スクール フード パニッシュメント, Sukūru Fūdo Panisshumento) est un quatuor japonais, actif de 2004 à 2012. Ils ont été sous contrat avec le label Epic Records Japan de Sony Music Japan. Les paroles de chacune des musiques du groupe sont écrites par la principale chanteuse et guitariste Yumi Uchimura.

## Historique
Le groupe est créé en octobre 2004 par Uchimura et fait son premier concert en décembre de la même année,. En 2007, leur premier album, school food is good food, sort. En 2008, leurs deux chansons, « feedback » et « Futari Umi no Soko », sont utilisées comme chansons thèmes pour le drama Joshidaisei Kaikeishi no Jikenbo, alors que leur mini album "Riff-rain" est distribué par Tower Records et est épuisé au bout d'une semaine. Ils participent également à de nombreux concerts live, y compris le FM802, live faisant partie de l'evènement live Minami Wheel 2008, et le J-Wave Live, faisant partie du Tokyo Real Eyes Live Supernova,.
En 2009, ils signent leur premier titre chez un major, la division Epic Records Japan de Sony Music Japan. Leur single de début en major est "futuristic imagination", qui est le thème de fin de la série TV anime de Kenji Kamiyama Eden of the East, diffusé sur le créneau horaire très regardé noitaminA sur Fuji TV, et qui a comme opening le titre "Falling Down" du groupe anglais Oasis,. De plus, un de leurs premiers projets a été de participer au 15th Anniversary Tribute Album de Judy and Mary, auquel ils ont fait une reprise de la chanson "Brand New Wave Upper Ground". Reprise qui fut très bien accueillie par des sources comme The Japan Times, désignant celui-ci comme un des meilleurs titres de l'album gardant à l'esprit les valeurs musicales et d'écriture de Judy & Mary,. Le groupe s'est produit également le 4 juillet 2009 au Japan Expo 2009.
Le 1er février 2012, School Food Punishment annonce sur son « blog officiel » que le groupe est mis en pause.
Pendant cette période de sommeil, les membres devraient continuer leurs carrières séparément afin de pouvoir s'essayer à de nouveaux projets musicaux.
Ils invitent d'ailleurs leurs fans à les suivre et à les soutenir dans leurs prochains projets.
Mi-juin 2012, le groupe se sépare car la chanteuse Yumi Uchimura (内村友美, Uchimura Yumi) part du groupe. À la suite de la séparation, Yumi Uchimura fonde le groupe La la larks.

## Membres
- Yumi Uchimura (内村友美, Uchimura Yumi?) (né le 6 septembre 1983 à Chiba), chant, guitare, paroles et composition. Elle a formé le groupe. Musiciens préférés: Ringo Shiina, Kuuki Koudan, Spangle call Lilli line
- Masayuki Hasuo (蓮尾理之, Hasuo Masayuki?) (né le 7 février 1983 à Niigata), claviers, composition. Musiciens préférés: Melt-Banana, at.the.drive-in
- Hideaki Yamasaki (山崎英明, Yamasaki Hideaki?) (né le 4 décembre 1974 à Tottori), basse, chœurs, composition. Musiciens préférés: Ringo Shiina, Radwimps, Grapevine
- Osamu Hidai (比田井修, Hidai Osamu?) (né le 24 novembre 1981 à Kanagawa), Batterie, composition. Musiciens préférés: Phish, Misako Odani, Nao Matsuzaki

### Anciens membres
- Atsushi Ueda (上田睦, Ueda Atsushi?), basse, parti en 2008.
- Katsuya Katano (片野勝哉, Katano Katsuya?), batterie, parti en 2007.

## Discographie

### Singles
- futuristic imagination (27 mai 2009)
  - Thème de fin de l'anime Eden of the East diffusé sur Fuji Television, lors du programme noitaminA.
- butterfly swimmer (22 juillet 2009)
- sea-through communication (7 octobre 2009)
- light prayer (2 décembre 2009)
  - Fait partie de la musique du premier film Eden of the East.
- future nova / after laughter (10 mars 2010)
  - Double A-Side, respectivement opening et ending du second film Eden of the East.

### Singles indépendants
- feedback/Futari Umi no Soko (sortie le 10 décembre 2008)
  - "feedback": Thème d'ouverture du drama Joshidaisei Kaikeishi no Jikenbo diffusé sur BS-i.
  - "Futari Umi no Soko": Thème de fin du drama Joshidaisei Kaikeishi no Jikenbo diffusé sur BS-i.

### Mini-albums
- school food is good food (sortie le 4 avril 2007)
  - CD-extra: Clip vidéo de "pool".
  - pool: Thème de fin de la série TV diffusée sur Kansai TV Bari-san ver. 2.0.
- air feel, color swim (sortie le 21 novembre 2007)
  - CD-extra: Clip vidéo de "you may crawl"
- Riff-rain (sortie le 10 décembre 2008 par Tower Records, sortie générale le 14 janvier 2009)

### Collaborations
- nextpop (sortie le 6 octobre 2006)
  - Contient "pool".
- Judy and Mary 15th Anniversary Tribute Album (sortie le 18 mars 2009)
  - Reprise de "Brand New Wave Upper Ground".

### Démos
- 1re démo (sortie en mai 2005)
- 2nde démo (sortie en mai 2006)